# Нове Гродно
Нове Гродно (пол. Nowe Grodno) — село в Польщі, у гміні Нові Острови Кутновського повіту Лодзинського воєводства.
У 1975-1998 роках село належало до Плоцького воєводства.